# Eptatretus wayuu
Eptatretus wayuu är en ryggsträngsdjursart som beskrevs av Mok, Saavedra-Diaz och Acero P. 200. Eptatretus wayuu ingår i släktet Eptatretus och familjen pirålar. IUCN kategoriserar arten globalt som otillräckligt studerad. Inga underarter finns listade i Catalogue of Life.